# Straat Koerilen

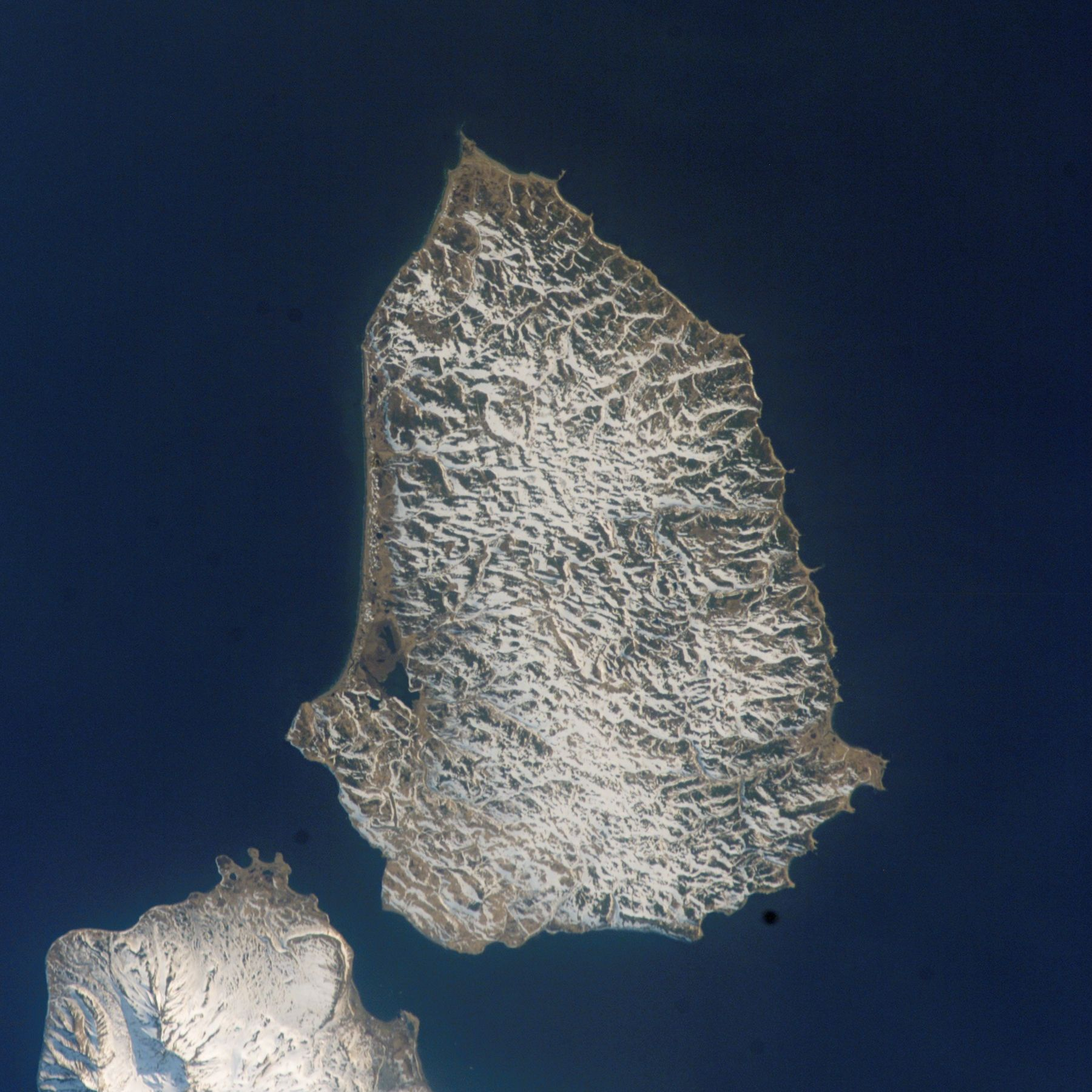
Straat Koerilen tussen Sjoemsjoe en Kamtsjatka (links)

De Straat Koerilen of Eerste Koerilenstraat (Russisch: Первый Курильский пролив; Pervy Koerilski proliv) is de noordoostelijkste zeestraat van de Koerilenstraten. De zeestraat scheidt Kaap Lopatka op het zuidwestelijkste punt van het schiereiland Kamtsjatka van het Koerileneiland Sjoemsjoe. De straat heeft een breedte van 12,4 kilometer, die vermindert tot 6,5 kilometer door uitstekende zandbanken van de kaap en het eiland. De straat is gemiddeld 25 tot 40 meter diep, maar door zandbanken daalt deze diepte in het centrale deel tot 5,5 meter.
Eerste Koerilen · Tweede Koerilen · Alaid · Levasjov · Loezjin (Derde Koerilen) · Vierde Koerilen · Jevreinov (Vijfde Koerilen) · Krenitsyn (Zesde Koerilen) · Severgin · Ekarma · Krusenstern · Golovin · Nadezjda · Srednego · Rikorda · Diana · Boessol · Snow (Bystry) · Oeroep · De Vries · Jekaterina · Koenasjir (Nemuro) · Joezjno-Koerilski · Izmeny · Spanberg · Polonskogo · Vojejkov · Joeri · Tanfiljeva · Sovjetski